# Leonárisso
Leonárisso (Leonariso) är en ort i Cypern.   Den ligger i distriktet Eparchía Ammochóstou, i den nordöstra delen av landet, 80 km öster om huvudstaden Nicosia. Leonárisso ligger 137 meter över havet och antalet invånare är 1 593. Den ligger på ön Cypern.
Terrängen runt Leonárisso är platt åt sydväst, men åt nordost är den kuperad. Trakten runt Leonárisso är ganska glesbefolkad, med 25 invånare per kvadratkilometer. Närmaste större samhälle är Aigialoúsa, 8,7 km nordost om Leonárisso. Trakten runt Leonárisso består till största delen av jordbruksmark.